# 僧坊酒
僧坊酒（そうぼうしゅ）は平安時代から江戸時代に至るまで、大寺院で醸造された日本酒の総称。高品質の酒として高い評価を受けていた。

## 概要
平安時代初期までは、朝廷が造酒司（みきのつかさ）などの部署を持ち、内部で酒造を行っていたが、やがて官衙の衰退により技術や人員が外部に流出するようになり、民間の酒造りの中心となったのが大和や河内をはじめとする各地の大寺院であった。
この時代の醸造は、今風に云えばバイオテクノロジーの最先端であり、当時の大寺院はそれを委譲されて担っていくだけの、以下に挙げるような数々の好条件に恵まれていた。
- 経済力- 広大な荘園から納入される豊富な米や、貴族などから集まってくる潤沢な寄進によって、大きな商業資本がまだない当時においては、大寺院とは最も資本の集中する存在であった。
- 労働力- 修行僧や僧兵など、体力をもてあましている精力的な人手に事欠かなかった。
- 情報力 - 大寺院では、遣隋使・遣唐使に加わった留学僧や、渡来僧などの知識人が、日本にもたらした知識をいち早く学ぶことができた。それら知識の中に酒造りに関わる農法や醸造技術が含まれていた。
- 環境力- 当時の最高学府として、新しい情報や知識を俗欲に惑わされず吟味し、実験し、改良していくだけの学究的な時間と空間にも恵まれていた。
- 政治力 - 時の大寺院は、今日でいう治外法権が適用されるような領域であり、その特権に助けられ、市井では生育しにくい産業も朝廷から庇護された。さらに、治外法権ゆえに、一般社会ではお尋ね者となったような奇才をもった人材や、勢力争いにやぶれた権力者なども多く流れ込み（アジール）、またそうした人物たちが諸国に持つネットワークを活用し、今日でいう頭脳流入、人材流入の場ともなっていた。[要出典]

### 日本以外の事情
大寺院という存在が、歴史のある時期、特に中古・中世などに酒造りの中心となることは、世界史的に見てもめずらしいことではない。ヨーロッパにおけるベネディクト派修道院のワインやシャンパン、トラピスト派修道院のビールなどが分かりやすい例であるように、上記とほぼ同じ理由から、宗教勢力が醸造業の最先端を牽引していく時代というものは、さまざまな文明で見出される。
しかしキリスト教と違い仏教では飲酒は戒で禁じられていたのだが、神仏習合の過程でうやむやとなり伝統的に日本ではあまり問題にされない。特に末法思想の影響を受けた宗派では無戒思想があり、法然は「世の習い」であるとして許可し、法然を批判した日蓮も健康上飲酒していたとみられる。

## 歴史
平安時代末期には、治承・寿永の乱（源平合戦）などによって一時的に衰退したが、鎌倉時代になって貨幣経済が広まると僧坊酒は市場でふたたび高い評価を受けるようになった。京都市中に造り酒屋などが発生したが、文安の麹騒動のように市中の商人同士で商圏をめぐって争いごとが起こると、そうした俗世の混乱とは無縁に淡々と酒造りを続ける僧坊酒がさらに評価を高めることになった。こうして室町時代前期には全盛期をむかえた。
室町時代、奈良の正暦寺は、諸白仕込み・三段仕込み・菩提酛造り・火入れなどの近代の日本酒造りの基礎となる製法を完成させており、しばしば正暦寺は「清酒発祥の地」「日本酒発祥の地と呼ばれる」。このような奈良の寺院が造った僧坊酒は「南都諸白（なんともろはく）」と呼ばれ高い名声を保った。それ以外の土地にある寺院では、河内の「観心寺酒」・「天野酒（金剛寺 (河内長野市)）」、越前（豊原寺）の「豊原（ほうげん）酒」、近江の「百済寺樽」などが名高かった。
やがて、戦国時代に入ると、織田信長に代表される戦国武将たちが、上記に挙げたような大寺院が持つ数々の力や利権を対抗勢力として恐れ始め、徹底的な弾圧を加えるようになった。このため僧坊酒の歴史も幕を閉じることになる。しかしその水準の高い技法や知識は、各地の造り酒屋や杜氏の流派へ受け継がれていき、江戸時代初期には『童蒙酒造記』のように秘伝書に記述されたりもした。